# 陳瑩 (台灣主播)
陳瑩（1976年10月16日—），台灣新聞主播，最高學歷為美國爱默生学院廣播電視新聞研究所，其父親陳剛信是TVBS副董事長兼總顧問。曾任東森新聞台《黃金89點新聞》主播。現任東森新聞台《東森世界日報》主持人。

## 學歷
- 美國愛默生學院（Emerson College）廣播電視新聞研究所

## 經歷
- 美國之音記者、主播
- 新加坡電視機構2000年美國總統大選特約觀察員
- 八大電視記者、主播、主持人、新聞部採訪中心副主任
- CNN台北連線記者
- 東森財經新聞台主播、主持人、製作人
- 東森亞洲新聞台主播
- 東森美洲新聞台主播
- 東森新聞台主播、主持人、製作人

## 生平
- 從小在國外留學的陳瑩，16歲時即立定志向，未來想要成為記者，因此大學選擇就讀大眾傳播科系。畢業後，在美國擔任記者，成為美國之音記者兼主持人[1]。
- 2002年，從美國返回台灣，9月加入八大電視新聞部。
- 2003年9月1日，接手《GTV晚間新聞》，並成為八大電視的當家主播。[2]
- 2007年6月1日，獲得台灣各國際扶輪地區共同主辦的「第一屆國際扶輪台灣地區公益新聞金輪獎」之最佳節目主持人獎。
- 2007年10月31日，宣佈離開八大電視，暫別主播台。
- 2008年6月，加入東森電視新聞部。曾在東森財經新聞台、東森北美台擔任主播。
- 2013年至2014年間曾短暫離開主播台[3]。
- 在東森新聞台長期播報晚間9點時段《黃金9點》、代班《李四端的雲端世界》及《關鍵時刻》節目[4]。
- 2018年5月7日－2019年6月14日，曾主持、製作《8、9點換日線》國際新聞節目。
- 2019年6月17日，曾擔任《平論無雙》開播記者會主持人。
- 2019年12月31日，於社群網站宣布因身心疲憊、個人生涯規劃，宣告暫時離開主播台。
- 2020年2月10日～2022年10月30日，回歸主播台播報週一到週五晚間8、9點《黃金8、9點新聞》。
- 2020年10月19日-2020年10月30日，曾恢復主持《9點換日線》節目。
- 2021年10月4日起，主持東森新聞台週一到週五晚間9點《東森世界日報》全新國際新聞節目，節目主旨為「國際新聞不必等週報，東森天天給你世界日報」。2022年10月31日起，節目時間更改為週一到週五晚間89點播出。
- 2023年7月19日～2023年9月15日，曾代班播報東森新聞台週一到週五晚間6、7點《東森晚間新聞》。
- 2025年1月因關鍵時刻主持人劉寶傑離職，代班主持。[5]

## 主持作品

### 曾主持或主播過的節目
| 時間                           | 頻道                 | 節目                                                                     | 備註                 |
| 時間待查                       | 美國之音             | 待查                                                                     | 主播                 |
| 時間待查                       | 八大第一台           | 《GTV午間新聞》                                                          | 主播                 |
| 2003年9月1日－2007年10月31日   | 八大第一台           | 《GTV晚間新聞》                                                          | 主播                 |
| 2007年4月－2007年10月          | 八大第一台           | 《1600整點新聞》                                                         | 主播                 |
| 2005年12月3日                  | 八大第一台           | 《2006決戰北高開票報導》                                                 | 主播                 |
| 2003年                         | 八大綜合台           | 《GTV綜合台晚間新聞》                                                    | 主播                 |
| 2004年3月20日                  | 八大綜合台           | 《320拼總統關鍵之夜》特別報導                                            | 與林傑煥搭檔         |
| 2006年9月16日—2007年           | 八大綜合台           | 《台灣一片天》                                                           | 主持人               |
| 時間待查                       | 東森財經新聞台       | 《東森英語新聞》                                                         | 主播                 |
| 2008年6月30日－2009年          | 東森財經新聞台       | 《關鍵晚報》                                                             | 主播                 |
| 時間待查                       | 東森財經新聞台       | 《關鍵夜報》                                                             | 主播                 |
| 時間待查                       | 東森新聞台           | 《東森整點新聞》                                                         | 主播                 |
| 時間待查                       | 東森財經新聞台       | 《城市相對論》                                                           | 主持人               |
| 時間待查                       | 東森財經新聞台       | 《樂活好正點》                                                           | 主持人               |
| 2009年－2010年5月30日          | 東森新聞台           | 《Hello地球》                                                            | 主播                 |
| 2010年5月31日－2018年5月4日    | 東森新聞台           | 《黃金9點新聞》（晚間9點時段）                                           | 主播                 |
| 2012年1月14日                  | 東森新聞台           | 《2012大選三國志 報導最深入》                                            | 主播                 |
| 2014年11月29日                 | 東森新聞台           | 《九合一關鍵時刻 深入報導 選後版圖》                                     | 主播                 |
| 2016年1月16日                  | 東森新聞台           | 《2016關鍵大選 政經版圖 選後透析》                                       | 主播                 |
| 2018年11月24日                 | 東森新聞台           | 《2018九合一開票特別報導》                                               | 主播                 |
| 2018年11月24日                 | 東森新聞台           | 《大選觀察站 開票特別報導》                                              | 主播                 |
| 2018年5月7日－2019年6月14日    | 東森新聞台           | 《9點換日線》→《8點換日線》→《8、9點換日線》                             | 主播兼製作人         |
| 2019年1月13日－2019年12月15日  | 東森新聞台、海峽衛視 | 《海峽拚經濟》                                                           | 代班主持人           |
| 2019年6月17日-2019年8月11日    | 東森新聞台           | 《1617 東森晚間新聞》                                                    | 主播                 |
| 2019年8月12日-2019年12月20日   | 東森新聞台           | 《黃金8點新聞》（晚間8點時段）                                           | 主播                 |
| 2019年12月21日                 | 東森新聞台           | 《關鍵時刻》週末版                                                       | 主持人               |
| 2020年2月10日-2022年10月30日   | 東森新聞台           | 《黃金8、9點新聞》                                                       | 主播                 |
| 2020年4月4日-2020年5月23日     | 東森新聞台           | 《李四端的雲端世界》                                                     | 代班主持人           |
| 2020年6月6日                   | 東森新聞台           | 《高雄市長罷免案開票特別報導》                                           | 訪談主持人、開票主播 |
| 2020年10月19日－2020年10月30日 | 東森新聞台           | 《9點換日線》                                                            | 主播兼製作人         |
| 2021年10月4日－至今            | 東森新聞台           | 《東森世界日報》（晚間89點時段）                                         | 主播                 |
| 2021年12月18日                 | 東森新聞台           | 《1218決戰四大公投開票特別報導》                                         | 開票主播             |
| 2022年1月9日                   | 東森新聞台           | 《0109中二補選．罷昶投票開票特別報導》                                   | 開票主播             |
| 2022年9月24日                  | 東森新聞台           | 《大震之前》                                                             | 主持人               |
| 2022年10月10日                 | 東森新聞台           | 《2022國慶大典特別報導》                                                 | 主持人               |
| 2022年11月26日                 | 東森新聞台           | 《2022決戰九合一科技開票看東森》選後分析特別報導                         | 訪談主持人           |
| 2023年7月19日-2023年9月15日    | 東森新聞台           | 《東森晚間新聞》                                                         | 代班主播             |
| 2023年8月12日－2023年9月17日   | 東森新聞台           | 《海峽拚經濟》                                                           | 代班主持人           |
| 2024年1月13日                  | 東森新聞台           | 《2024大選看東森》決戰2024大選開票看東森《東森世界日報》選後分析特別報導 | 訪談主持人           |

### 活動主持
| 時間          | 活動內容                           | 搭檔主持人 |
| 2010年9月27日 | 台北電視節                         | 謝震武     |
| 2008年5月20日 | 中華民國第十二任總統副總統就職慶典 | 聶雲       |
| 2008年5月20日 | 中華民國第十二任總統副總統就職國宴 | 蘇逸洪     |

## 公益活動
- 2018東森傳愛 聽見愛的聲音。
- 2019東森愛公益 關愛之家。

## 外部連結
- 東森新聞主播陳瑩的Facebook專頁
- YouTube上的【陳瑩主播】東森新聞播放列表—東森新聞 CH51
- 東森新聞主播陳瑩的Instagram專頁